# Parafia Podwyższenia Świętego Krzyża w Moszczance
Parafia Podwyższenia Świętego Krzyża w Moszczance – rzymskokatolicka parafia w Moszczance, należąca do dekanatu Prudnik w diecezji opolskiej.

## Historia
W połowie 1944 parafia, do której oprócz Moszczanki należała również Pokrzywna i Łąka Prudnicka, liczyła 2000 wiernych, natomiast z początkiem grudnia 1945 – 1800 osób, w tym 800 nowo przybyłej po wojnie ludności. Pod koniec 1946 parafia liczyła 2073 wiernych. Zgodnie z decyzją administratora apostolskiego Bolesława Kominka, w 1948 gromada Łąka Prudnicka została wyłączona z parafii w Moszczance i przyłączona do parafii św. Michała Archanioła w Prudniku.

## Duszpasterze

### Kapłani po 1945
- ks. Kazimierz Cieszanowski
- ks. Leon Śpiewak
- ks. Mieczysław Zaręba
- ks. Konrad Czaplok
- ks. Witold Szmigielski
- ks. Karol Gąsior
- ks. Józef Wojtasek
- ks. Krzysztof Maciejak[4]